# Barrage Chickamauga
Pour les articles homonymes, voir Chickamauga.
Le barrage Chickamauga (en anglais : Chickamauga Dam) est un barrage construit sur la rivière Tennessee, dans l'État du Tennessee, aux États-Unis. Il a été construit dans le cadre du New Deal : les travaux ont commencé en 1936 et se sont achevés en 1940. Il est situé dans le comté d'Hamilton, dans les limites de la ville de Chattanooga. Il retient les eaux du lac Chickamauga et se déverse dans le lac Nickajack. C'est l'un des neuf barrages de la Tennessee Valley Authority (TVA) sur la Tennessee. Il mesure 1 768 m de long et 39 m de haut.
Le pont Wilkes T. Thrasher permet à la route n° 153 de l'État du Tennessee de franchir toute la longueur du barrage.
Il est nommé en honneur de la tribu des Chickamaugas des Cherokees qui vivaient dans la région.

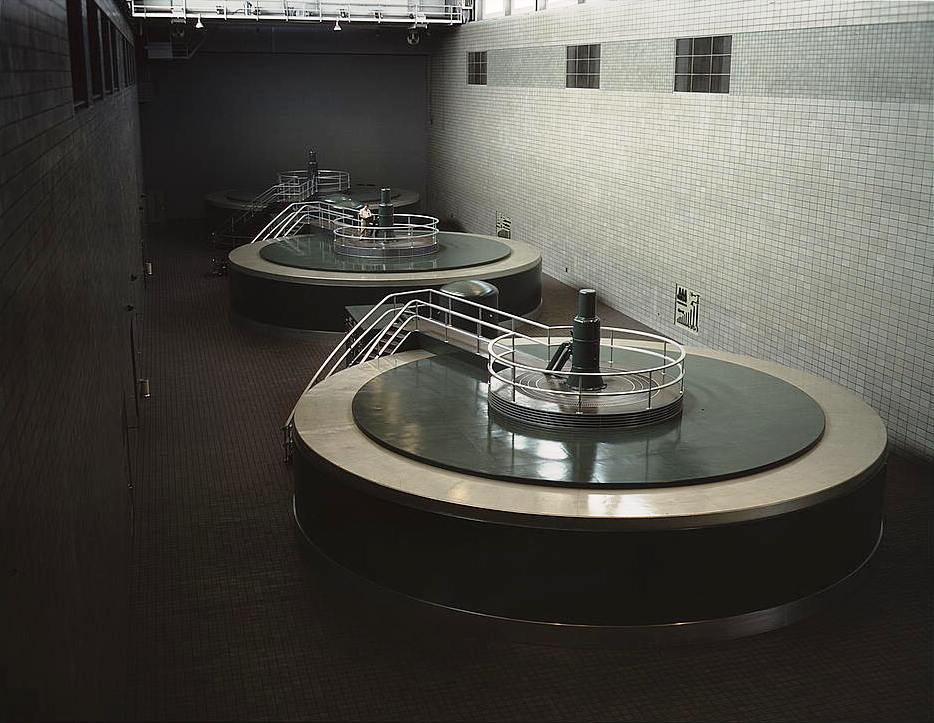
Génératrices.